# 三浦滿
三浦滿（日语：／ Miura Mitsuru，1954年11月25日—），日本前漫畫家。出身於神奈川縣橫濱市中區本牧間門。本名：（日文讀音相同）。男性。O型血。代表作有《The♥南瓜酒》等。

## 概要
1971年，三浦滿在就讀神奈川縣立磯子工業高等學校期間，憑藉獲得了《週刊少年Jump》（集英社）的Young Jump獎。高中畢業後，他先當過上班族，後來在手塚製作公司擔任助手。1973年，以獲得第6屆手塚獎佳作。1975年，以獲得第9屆手塚獎佳作。
1983年，他以《The♥南瓜酒》獲得第7屆講談社漫畫獎少年部門。
2017年12月，眾籌自出版書籍《Back to The♡南瓜酒》上市。他以這部作品宣布從漫畫家生涯中退休，結束了出道以來45年的漫畫家生涯。
目前，他正在學習成為一名繪本作家。截至2023年4月，他擔任日本漫畫家協會常務理事。

## 作品列表

### 漫畫作品
- （講談社《週刊少年Magazine》1977年21號發表）—第16屆新人漫畫獎入選作品。
- 鬼怪屋（日语：ハウス (映画)）（1977年6月，《月刊少年Magazine》，講談社）—由大林宣彥執導的同名電影的漫畫改編。
- SF推理 （講談社《週刊少年Magazine增刊號》1977年8月15日號發表）
- （講談社《週刊少年Magazine》1978年11號—16號連載）—未出單行本。
- （全2冊，講談社《月刊少年Magazine》1978年5月號—1979年7月號連載）
- （講談社《週刊少年Magazine》1979年34號—1980年1號連載）—未出單行本。
- （講談社《月刊少年Magazine》1979年9月號—1980年1月號連載）—未出單行本。
- （全1冊，講談社《月刊少年Magazine》1980年2月號—7月號發表）
- （全1冊，講談社《月刊少年Magazine》1980年9月號—1981年2月號連載）
- （講談社《週刊少年Magazine》1980年37號發表）—收錄於第4冊。
- The♥南瓜酒（全18冊，講談社《週刊少年Magazine》1981年4、5合併號－1984年26號連載）—1982年改編成動畫。
  - The 南瓜酒sequel（2001年—2002年，《Comic傳說Magazine》，實業之日本社（日语：実業之日本社））—此系列因刊物停刊而被迫中斷。後來，在2006年，發布了包含追加內容的完整版。
  - The♥南瓜酒 Another（2006年—2009年，《Play Comic（日语：プレイコミック）》，秋田書店）
  - Back to The♡南瓜酒（2017年12月）—這是一本眾籌自創的書，也是三浦身為漫畫家的最後一部作品。僅在書泉Grandee（日语：書泉#店舗）書店有售。
  - The♡南瓜酒 First Look（2025年4月11日，立東舎）—收錄了三浦精選的13集（含雙色頁）、設定資料等[2]。
- （講談社《月刊少年Magazine》1982年4月號—6月號連載）—收錄於《The♥南瓜酒》番外篇第2冊。
- （1984年，《月刊Carol（日语：月刊キャロル）》，講談社）
- 銀河戰士（全3冊，原案：E.·E·史密斯（英语：E. E. Smith），講談社《週刊少年Magazine》1984年41號—1985年18號連載）—與動畫商業搭配。
- （全6冊，講談社《週刊少年Magazine》1985年38號—1986年40號連載）
- 明日美（全1冊，講談社《Morning》不定期連載，1987年刊）—現代篇。
  - ASUMI（全1冊，講談社《月刊Afternoon》1987年2月號—12月號連載）—未來篇。
- MR.DOZAEMON（全1冊，scola（日语：スコラ）、講談社《Comic Burger》1986年創刊號—1987年6號連載）
- 春色無邊（全2冊，scola、講談社《Comic Burger》1987年11號—1988年23號連載）
  - 初次記憶（全3冊，文化社（日语：ぶんか社），1990年刊）—《春色無邊》完整版。
- 春日之局（全3冊，scola）
- （全2冊，講談社）
- （全1冊，文化社，1990年刊）
- （全1冊，文化社，1990年刊）
- 灰姑娘忘記的東西 三浦滿傑作集（全1冊，集英社，1991年刊）
- 緋牡丹市民（全1冊，scola，1992年刊）
- （全1冊[a]，實業之日本社，1992年刊）
  - （全1冊）
- （全6冊，日本文藝社（日语：日本文芸社），1994年—1995年刊）
- （全1冊[a]，原作：和泉聖治，日本文藝社，1996年刊）
- （全1冊[a]，日本文藝社，1997年刊）
- （原作：劍名舞（日语：剣名舞））
- —它曾在SGS和《COMIC BREAK（日语：コミックBREAK）》上連載，在這些雜誌上它只是作為柏青哥店的獎品。
- —2001年改編成電視劇。
- 天才調香師 寶條美加
- （《PLAY COMIC（日语：プレイコミック）》，秋田書店）

### 人物設定
- —網地島線（日语：網地島ライン）渡輪「美人魚」形象角色[3]
- —練馬警察局（日语：練馬警察署）預防犯罪原創角色[4][5][6]

### 畫冊
- 《LOVELY GIRLS MIURA MITSURU ILLUSTRATIONS》（2024年8月23日，立東舎）—作者首部自選畫集[7] ISBN 978-4-84564-094-2

## 師父
- 手塚治虫

## 助手
- 神谷一郎

## 電視演出
- 學會之前與學會之後（日语：教えてもらう前と後）（2018年3月6日，TBS系列）—作為手塚治虫的前助手上該節目。他談到了《源氏物語繪卷》和手塚漫畫的共同繪製手法。

## 相關作品
- 怪醫黑傑克的誕生：手塚治虫的創作秘辛（2009年，秋田書店）—三浦在擔任助手的時期出現。
- 怪醫黑傑克REAL：令人印象深刻的醫療體驗（2013年，秋田書店）—根據真實故事改編的作品集，其中的插畫都是由曾擔任手塚治虫助手的人員繪製。三浦也貢獻了一部作品。

## 其它活動
- 擔任日本漫畫家協會（日语：日本漫画家協会）常務理事。

## 腳註

## 外部連結
- 三浦滿的X（前Twitter） （日語）
- （日語）
- （日語）—2024年8月18日MANTANWEB的採訪。